# 은털새속
은털새속(銀--屬, 학명: Aira 아이라[*])은 벼과의 속이다. 아시아와 유럽, 아프리카에 분포하며, 한국에서 자생하는 종은 귀화식물인 은털새 뿐이다.

## 하위 종
- 은털새 A. caryophyllea L.
- A. cupaniana Guss.
- A. elegantissima Schur
- A. × hybrida Gaudich.
- A. praecox L.
- A. provincialis Jord.
- A. scoparia Adamovic
- A. tenorei Guss.
- A. uniaristata Cav.